# Prohibition (album de musique)
Albums de Brigitte Fontaine
Libido
(2006) L'un n'empêche pas l'autre
(2011)
Prohibition est le seizième album de la poétesse et chanteuse Brigitte Fontaine, paru en 2009.

## Historique
Les textes marquent le retour de Brigitte Fontaine à une prise de position politique contestataire qu'elle avait abandonnée depuis la parution du double LP Vous et nous en 1977. Selon elle, son album Prohibition est « un disque rebelle ».
Grace Jones et Philippe Katerine ont respectivement co-interprété les titres Soufi et Partir ou rester.
Grace Jones, Jeanne Cherhal et Katel sont crédités aussi pour les chœurs sur plusieurs titres.
Dura lex et Prohibition abordent de front les problèmes sociaux (les interdits surtout) et Pas ce soir revient sur le spectre de la vieillesse (perte de la raison notamment) et de la mort. Dans ce dernier morceau, comme dans Il s'en passe (qui aborde la difficulté de vivre en général) et, sur un mode plus léger, l'entraînant Just you and me (où il est encore question d'évasion), l'amour semble le principal rempart contre le désespoir.
Entre guillemets semble tenir de l'aimable plaisanterie, ainsi que La fiancée de Frankenstein (qui revient cependant sur la hantise du feu, omniprésent dans l'œuvre de Brigitte Fontaine). Harem dénonce une fois de plus la condition des femmes opprimées, tandis que Soufi se voudrait une sorte de "déclaration d'amour mystique".
Partir ou rester a été écrit aux lendemains de l'élection présidentielle française de 2007, affirme Brigitte Fontaine.
Je suis un poète, où l'auteur définit une partie de son art, s'achève en forme de cri contre le système carcéral...

## Titres
| No  | Titre                                     | Durée |
| --- | ----------------------------------------- | ----- |
| 1.  | Dura lex                                  |       |
| 2.  | Entre guillemets                          |       |
| 3.  | La fiancée de Frankenstein                |       |
| 4.  | Prohibition                               |       |
| 5.  | Il s'en passe                             |       |
| 6.  | Harem                                     |       |
| 7.  | Pas ce soir                               |       |
| 8.  | Soufi (avec Grace Jones)                  |       |
| 9.  | Just you and me                           |       |
| 10. | Partir ou rester (avec Philippe Katerine) |       |
| 11. | Je suis un poète                          |       |
| 12. | Thérèse (bonus en téléchargement légal)   |       |

## Crédits
- Auteur : Brigitte Fontaine
- Compositeur : Areski Belkacem
- Réalisation : Ivor Guest
- Éditions Allo Music/Universal Publishing

## Classement
| Chart    | Meilleur classement | Nombre de semaines dans le Top 50 | Certification |
| -------- | ------------------- | --------------------------------- | ------------- |
| France   | 22                  | 13                                |               |
| Belgique | 90                  | 1                                 |               |